# Huruelhi
Huruelhi est une petite île inhabitée des Maldives. 

## Géographie
Huruelhi est située dans le centre des Maldives, au Sud de l'atoll Ari, dans la subdivision de Alif Dhaal. 